# Шабров, Александр Владимирович
Алекса́ндр Влади́мирович Шабро́в (род. 1943) — советский и российский организатор медицинского образования и здравоохранения, доктор медицинских наук (1989), профессор, ректор Санкт-Петербургской государственной медицинской академии им. И. И. Мечникова (1991—2011), заслуженный деятель науки РФ (1999), лауреат премии Правительства РФ (2000, 2009), академик Польской академии медицины (2002) и РАМН (2004). Действительный член РАЕН (1995).

## Биография
Родился 9 мая 1943 года в блокадном Ленинграде. В 1966 году окончил 1-й Ленинградский государственный медицинский институт имени академика И. П. Павлова. В 1966—1968 годах — клинический ординатор, в 1968—1971 годах — аспирант, в 1971—1981 годах — ассистент, в 1981—1989 годах — доцент кафедры факультетской терапии 1-го ЛГМИ имени академика И. П. Павлова. Одновременно, с 1982 по 1987 год — проректор по международным связям. С 1989 года — заведующий кафедрой поликлинической терапии Ленинградского санитарно-гигиенического медицинского института (ЛСГМИ), который в 1994 году был переименован в Санкт-Петербургскую государственную медицинскую академию (СПбГМА). В 1997 году академии было присвоено имя И. И. Мечникова.
С 1991 года в течение 20 лет занимал пост ректора ЛСГМИ — СПбГМА им. И. И. Мечникова, пока академия не была объединена в единое учреждение с Санкт-Петербургской медицинской академией последипломного образования в 2011 году.
С 1995 по 2011 год возглавлял кафедру госпитальной терапии с курсами клинической фармакологии, семейной медицины и клинической лабораторной диагностики СПбГМА им. И. И. Мечникова. С 2000 по 2006 год был представителем Министерства здравоохранения РФ в Северо-Западном федеральном округе.
Является одним из инициаторов введения специальности «семейная медицина», организации первичной медицинской помощи, общественного здоровья и здравоохранения. Подготовил 45 учеников, среди которых 15 докторов медицинских наук. Автор и соавтор более 400 печатных научных работ, в том числе соавтор 15 монографий, 2 учебников, 10 руководств, 7 книг. Обладатель 50 патентов РФ на изобретения и соавтор открытия «Явления аквакоммуникации в водосодержащих системах». Является членом коллегии Комитета по здравоохранению Правительства Санкт-Петербурга; членом правления Всероссийского терапевтического общества и его Санкт-Петербургского отделения; членом бюро профилактической секции РАМН; членом президиума Совета ректоров ВУЗов Санкт-Петербурга; членом Совета ректоров ВУЗов Северо-Западного федерального округа РФ; член Совета Старших Представителей Партнёрства «Северное Измерение», член Окружной антинаркотической комиссии при полномочном представителе Президента РФ в Северо-Западном федеральном округе. Являлся главным редактором журнала «Вестник Санкт-Петербургской государственной медицинской академии им. И. И. Мечникова», членом редколлегии научно-практического журнала «Вопросы управления качеством медицинской помощи», членом Редакционного Совета научно-практического журнала «Медицина. XXI век», членом редакционной коллегии журнала «Вестник Санкт-Петербургского отделения Российской академии естественных наук».

## Общественная деятельность
Член Всероссийской политической партии «Единая Россия». А. В. Шабров внесён в «Золотую книгу Санкт-Петербурга» (2000 год), в биографический словарь «300 + 300 биографий» (2004 год), Энциклопедию Hubners «Who is Who в России» (Швейцария, 2007 год), «Выдающиеся деятели России» (том 1 (2008 г.)).

## Награды
А. В. Шабров имеет награды: орден «Почета» (2004); медаль «Ветеран Великой Отечественной войны» (2003); знак «Житель блокадного Ленинграда» (1990); медаль «50 лет Победы в Великой Отечественной войне 1941—1945 г.» (1995); медаль «60 лет Победы в Великой Отечественной войне 1941—1945 г.» (2005 год); медаль «В честь 60-летия полного освобождения Ленинграда от фашистской блокады» (2004 год); медаль «За трудовое отличие» (1981 год); медаль «За заслуги перед отечественным здравоохранением» (2003); медаль «В память 300-летия Санкт-Петербурга» (2003); золотая медаль Всемирной академии медицины им. Альберта Швейцера «За вклад в развитие мировой медицины» (2001). Награждён также 12 ведомственными наградами. Среди наград: орден Русской православной церкви «Святого равноапостольного князя Владимира III степени»; орден Русской православной церкви преподобного Серафима Саровского 3-й степени (2007 год); орден им. Св. Праведного Иоанна Кронштадтского «За духовное возрождение России» (2006 год); орден «За честь, доблесть, созидание, милосердие» (2007 год).
А. В. Шабров женат на Наталье Львовне Шабровой (Труниной), имеет сына Кирилла (род. 1972).

## Критика
По данным Комиссии РАН по борьбе с лженаукой и фальсификацией научных исследований «Явления аквакоммуникации в водосодержащих системах» «открытого» Шабровым А. В. в соавторстве с Слесаревым В. И. в реальности не существует.